# Ганна Девіс (байдарочниця)
Ганна Девіс  (англ. Hannah Davis, 11 серпня 1985) — австралійська байдарочниця, олімпійська медалістка.

## Життєпис
Девіс народилася 11 серпня 1985 року в Аделаїді, Південна Австралія. Середню освіту здобула у християнській школі Коледж Мерседес, що у Спрингфілді — одному із внутрішніх передмість Аделаїди, перш ніж перейти до Університету Аделаїди, де навчалася з 2004 по 2009 рік, і де здобула ступінь бакалавра міжнародних досліджень. Продовжуючи навчання у магістратурі, у грудні 2011 здобула диплом магістра мистецтв.

## Виступи на Олімпіадах
| Олімпіада  | Дисципліна                    | Місце |
| ---------- | ----------------------------- | ----- |
| Пекін 2008 | байдарка-двійка, 500 метрів   | 6     |
| Пекін 2008 | байдарка-четвірка, 500 метрів | 3     |